# Silvia Schmidt (Schachspielerin)
Silvia Schmidt (* 1969) ist eine deutsche Fernschachspielerin und „Internationale Fernschachmeisterin“ (Lady International Correspondence Chess Master, kurz LIM).

## Fernschach
Sie nahm im Jahr 1991 erstmals an einem vom Deutschen Fernschachbund (BdF) ausgerichteten Turnier teil. Es handelte sich dabei um eine Vorrundengruppe der 16. Deutschen Damen-Fernschachmeisterschaft. Schmidt qualifizierte sich als Gruppenerste souverän für die Endrunde, in der sie hinter Anke Koglin die Vizemeisterschaft errang.
An der Vorrunde der 17. Deutschen Damen-Fernschachmeisterschaft nahm Schmidt ab dem Jahr 1994 ebenfalls teil und konnte sich erneut für die Endrunde qualifizieren. Hier setzte sie sich ungeschlagen mit 8,5 Punkten aus 10 Partien vor Astrid Montag durch und erreichte damit den Meistertitel.
Im Jahr 1997 wurde Schmidt vom Deutschen Fernschachbund (BdF) für die deutsche Auswahl bei der Endrunde der 5. Damen-Fernschach-Olympiade nominiert. Sie belegte am 4. Brett mit 6,5 Punkten aus 8 Partien den zweiten Platz. Die deutsche Mannschaft landete in der Endabrechnung ebenfalls auf dem zweiten Rang und gewann die Silbermedaille.
Parallel hierzu nahm Schmidt an der Vorrunde der 7. ICCF-Damen-Fernschach-Weltmeisterschaft teil, die im Jahr 1998 startete. Hier belegte sie mit 11 Punkten aus 12 Partien (+10 =2 −0) den zweiten Platz hinter der späteren Weltmeisterin Olga Sucharewa, der gleichbedeutend mit der Endrundenqualifikation war.
Bei der 18. Deutschen Damen-Fernschachmeisterschaft, die ebenfalls im Jahr 1998 begann, gab es von vornherein nur ein Endrundenturnier, das mit 15 Spielerinnen ausgetragen wurde. In diesem blieb Schmidt mit 13 Punkten (+10 =4 −0) erneut ungeschlagen und belegte im Endklassement den zweiten Platz hinter Daniella Geldner.
Die Tatsache, dass Schmidt in der ICCF-Wertungszahlenliste ab 1998 mit einer Elo-Zahl über 2300 geführt wurde, eröffnete ihr die Möglichkeit, an einem Master Norm-Turnier teilzunehmen. Mit 7 Punkten aus 10 Partien (+5 =4 −1) erzielte sie neben dem zweiten Platz auch eine Norm für den Titel eines Internationalen Fernschachmeisters.
Aufgrund ihrer Erfolge im nationalen Damen-Fernschach erhielt Schmidt im Jahr 2000 vom Deutschen Fernschachbund (BdF) als erste Spielerin überhaupt den Titel einer Nationalen Fernschachmeisterin. Durch die guten Resultate auch auf internationaler Ebene wurde ihr auf dem ICCF-Kongress im Herbst desselben Jahres der Titel "Lady International Correspondence Chess Master" (LIM) verliehen.
Im Jahr 2002 begann die Endrunde der 7. Damen-Fernschach-Weltmeisterschaft. Schmidt erzielte 7,5 Punkte aus 12 Partien (+5 =5 −2) und belegte in der Abschlusstabelle damit aufgrund einer schlechteren Feinwertung gegenüber der Viertplatzierten den 6. Platz. Gleichzeitig erreichte sie eine Norm für den Titel einer Internationalen Fernschach-Großmeisterin (Lady International Correspondence Chess Grandmaster, kurz LGM).
Ihre Wertungszahl im Fernschach liegt bei 2374 (Stand: 1. März 2005). Seitdem ist sie nicht mehr aktiv.